# Anderson de Paula
Anderson de Paula Silva (Quirinópolis (GO), 24 de janeiro de 1980), filho de Lourenço da Silva e Valnice Aparecida de Paula, casado com Geiciane Ferreira Silva, o agricultor assumiu a Prefeitura de Quirinópolis no dia 01/01/2021, sendo eleito pelo Partido Democrático Trabalhista (PDT) com a maior diferença de votos da história do município. Em 2024, Anderson foi reeleito com mais de 7 mil votos de frente e quase 60% dos votos, quebrando seu próprio recorde. 
Sem nunca ter pleiteado ou assumido nenhum cargo público anteriormente, Anderson entra para a política com o propósito de reconstruir a cidade, fazendo uma gestão eficiente do dinheiro público e estancando os ralos da corrupção que colocavam o município nos noticiários. Com esse propósito, logo no primeiro ano de mandato, Anderson recebe do PDT Nacional o título de “Prefeito Revelação” pelo trabalho na área da saúde, sobretudo durante a pandemia. A excelência na gestão em saúde foi consolidada ao longo dos anos de mandato, colocando Quirinópolis em destaque a nível nacional no programa Previne Brasil, por exemplo, que avalia a Atenção Básica. A cidade escalou quase 5 mil posições, saindo das últimas colocações.

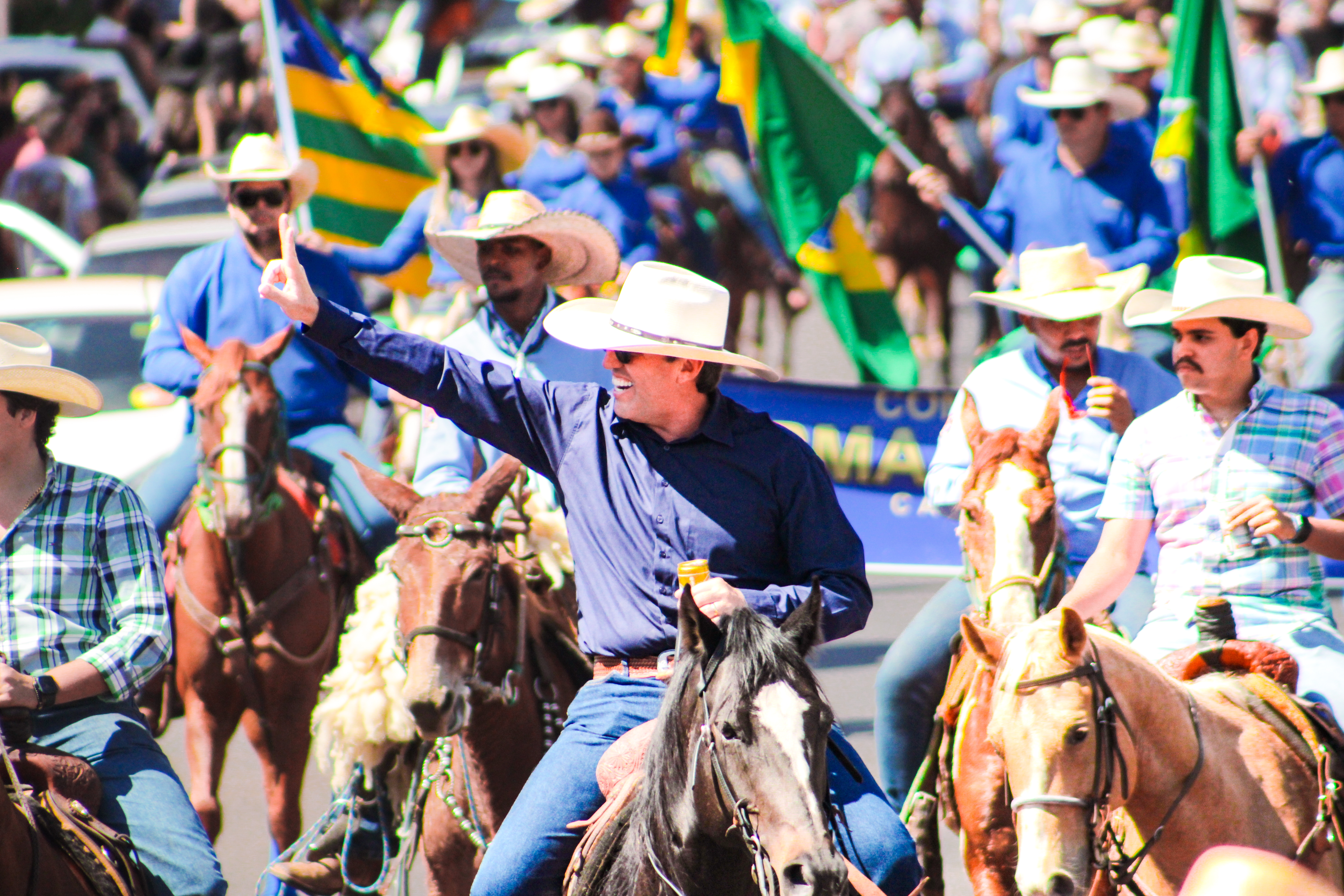

## Prêmios
Ao longo dos últimos três anos, Quirinópolis também recebeu o título de Cidade Excelente por dois anos consecutivos. Em 2023, se torna a sexta cidade do Estado com a Gestão Mais Eficaz, de acordo com dados do Instituto Mauro Borges e a quarta melhor cidade para se viver em Goiás, segundo o índice Firjan de Desenvolvimento Municipal. Em relação à transparência pública, o município também foi,  por dois anos, destaque no programa de Compliance Público Municipal, iniciativa do Governo de Goiás que premia administrações que demonstram bons resultados em três eixos principais: gestão de riscos, transparência e ética.
Da mesma forma, enquanto prefeito, Anderson também recebeu importantes honrarias pelo trabalho prestado em prol da população goiana, sendo condecorado com a Ordem do Mérito Anhanguera, em 25 julho de 2022, Ordem do mérito Tiradentes, em 28 de julho de 2023, Medalha do Guardião, em 31 julho 2023, e a medalha Mauro Borges, em 29 novembro 2023.

## Entregas
Nesta perspectiva, é interessante destacar alguns feitos da gestão Anderson de Paula, que tem conduzido um dos maiores programas de revitalização asfáltica da história de Quirinópolis, sendo o prefeito que, em apenas um mandato, levou 100% de infraestrutura aos bairros do município. O cuidado com a saúde também foi descrito em importantes obras para a área, como a reforma e reestruturação de Unidades Básicas de Saúde e do Hospital Municipal, contabilizando mais de R$30 milhões de reais investidos. Também foi a gestão Anderson que implantou um programa municipal de distribuição de medicamentos, o Remune, que levou de 80 para quase 500 a lista de remédios ofertados pelo município, uma iniciativa pioneira e que se tornou referência na região. Além disso, na gestão Anderson de Paula, a cidade vai receber um novo Centro de Especialidades Médicas, que será referência para todo estado.
Na rede pública de ensino, Anderson criou o primeiro programa municipal de financiamento da educação básica, o PDDEQ, que nasce para proporcionar o retorno seguro dos estudantes às salas de aula pós-pandemia e se torna um importante braço para a gestão escolar. Pensar o ensino superior também esteve nos projetos do prefeito, que pleiteou e conquistou junto ao governo federal um campus IFG para a cidade.  

## Parceria com o governo Caiado
Junto ao Governo de Goiás, por meio da parceria do prefeito com o governador Ronaldo Caiado, o município se tornou sede de uma Policlínica, atendendo toda a região sudoeste. Mais tarde, foi implantada também uma clínica de hemodiálise, tornando o município polo de saúde para toda a região sudoeste. Em relação a habitação, Quirinópolis foi o único município a receber 200 casas pelo programa Pra Ter Onde Morar. No social, destaque também para a inauguração de uma extensão do Restaurante do Bem, que serve 600 refeições diárias, um dos maiores programas de combate à fome da história da cidade. A parceria também ajudou a impulsionar e viabilizar a pavimentação da GO-319, marco para o sudoeste goiano.